# Бетиґала
Бетиґала (Betygala) — містечко у Литві, Расейняйський район, бетиґальське староство, знаходиться за 16 км від міста Расейняй. 2011 року проживало 488 людей. Через місто пролягає дорога Аріоґала — Бетиґала — Шілува. Протікає річка Дубіса, розміщений Дубіський регіональний парк.
Перша згадка припадає на 1253 рік — Папа Римський Інокентій IV Міндовгу надав акт щодо земель Лівонського ордену, у переліку населених пунктів є і Бетиґала. 1416 року Вітовт засновує в Бетиґалі церкву. Протягом 1618—1842 років належало до Тельшяйської дієцезії.

## Принагідно
- Мапа із зазначенням місцезнаходження

| Литва | Це незавершена стаття з географії Литви. Ви можете допомогти проєкту, виправивши або дописавши її. |